# Базелія
Базелія (Basella) — типовий рід родини Basellaceae. Базелла містить п'ять відомих видів. Три види ендемічні для Мадагаскару, а один — ендемічний для південно-східної Африки. П'ятий вид — широко поширений у Південно-Східній Азії, Індійському субконтиненті та Новій Гвінеї.
Базелла біла отримала також назву малабарський шпинат і є їстівною рослиною. В їжу використовуються листкові пластинки, як сирими, так і термічно обробленими 

## Види
1. Basella alba L. — Палеотропіки, широко культивується
2. Basella excavata — Мадагаскар
3. Basella leandriana — Мадагаскар
4. Basella madagascariensis — Мадагаскар
5. Basella paniculata — Кенія, Танзанія, Мозамбік, Трансвааль, Квазулу-Натал